# 马尔绍-绍德方丹
马尔绍-绍德方丹（法語：Marchaux-Chaudefontaine，法語發音：[maʁʃo ʃodfɔ̃tɛn]）是法国杜省的一个市镇，属于贝桑松区。该市镇于2018年由原市镇马尔绍和绍德方丹合并而成，行政中心位于马尔绍。

## 地名
“方丹”（fontaine）意为“泉”。法语地名通名在“枫丹白露”（Fontainebleau）等少数拥有传统译名的地名中译作“枫丹”，不过在《世界地名翻译大辞典》、《世界地名译名词典》和《法国地图册》等主流地名译名类书籍资料中多译作“方丹”。

## 地理
马尔绍-绍德方丹（47°19'22"N, 6°8'2"E）面积16.39 平方千米，位于法国勃艮第-弗朗什-孔泰大區杜省，该省份为法国东部内陆省份，北起上索恩省，西接汝拉省，东部及东南部与瑞士接壤，东北部与贝尔福地区省接壤。
与马尔绍-绍德方丹接壤的市镇（或旧市镇、城区）包括：蒙塞、科尔塞勒-米耶洛、沙蒂永吉约特、普利涅-吕桑、阿马涅、蒂斯、布拉扬、尚普、沃尼斯、维埃耶、里涅。
马尔绍-绍德方丹的时区为UTC+01:00、UTC+02:00（夏令时）。

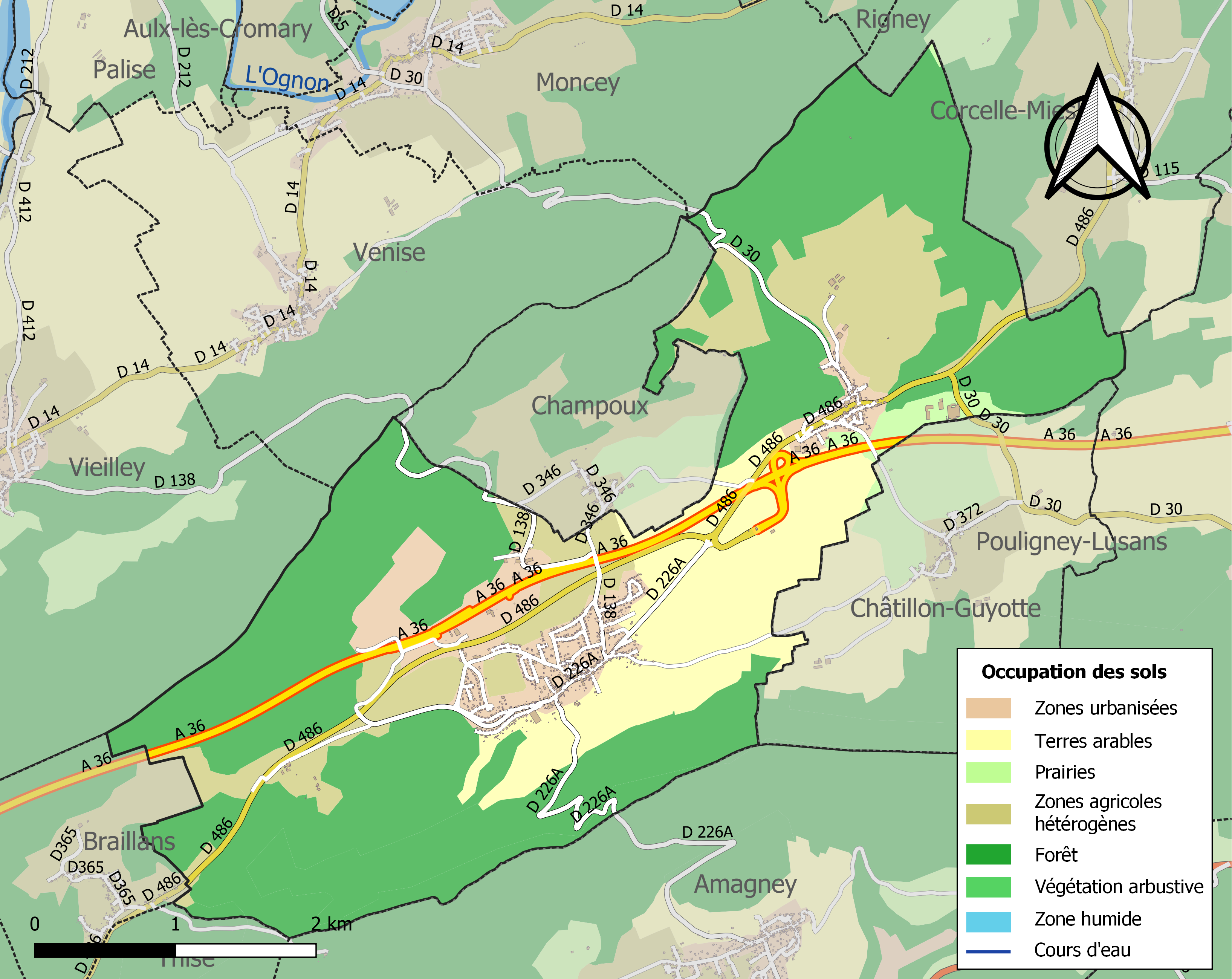
马尔绍-绍德方丹的OSM定位图

## 行政
马尔绍-绍德方丹的邮政编码为25640，INSEE市镇编码为25368。

## 政治
马尔绍-绍德方丹所属的省级选区为贝桑松第四县。

## 人口
马尔绍-绍德方丹于2022年1月1日时的人口数量为1429人。